# Московсько-новгородська війна (1471)
Моско́всько-новгоро́дська війна (1471) — воєнний конфлікт між Великим князівством Московським і Новгородською республікою, що почався весною 1471 року й закінчився 11 серпня того ж року підписанням Коростинського миру.

## Передумови
У другій половині XV сторіччя Велике князівство Московське посилило свій тиск на Новгородську республіку. Через що у Новгороді утворився гурт бояр на чолі з Марфою Борецькою, який виступав за союз з Великим князівством Литовським, що обіцяло допомогу Новгородщині у боротьбі проти Московії князя Івана III.
Після смерті авторитетного новгородського архієпископа Йони, який очолювати боярський уряд Новгородської республіки, у місто прибув ставленик польського короля і великого литовського князя Казимира IV — князь Михайло Олелькович. Окрім того, новгородці відправили на місце померлого Йони на хіротонію новгородського архієпископа не до залежного від великого московського князя й не підпорядкованого Константинопольському Престолу московському Київському Митрополиту Филиппу I, але до визнаного у 1470 році обраним після перерви вселенським константинопольським патріархом Діонісієм I Митрополита Київського й всія Русі Григорія II Болгариновича, який сидів у Великому князівстві Литовському. Нарешті, Новгородський уряд почав вести перемовини з Казимиром IV про підтримку Новгородщини на випадок війни з Московією. Сукупність дій викликала збурення у московському великокняжому дворі й незгоду промосковські налаштованих новгородських бояр. Через дії п'ятої колони в Новгороді сталося послаблення його воєнної сили.
Початково московський князь Іван III намагався вплинути на Новгородщину дипломатичним шляхом за допомогою церкви. Московський Київський митрополит звинуватив новгородців у "зраді", й висунув вимогу відмови від «латинської держави». Церковне втручання посилило політичну боротьбу в Новгородській республіці. Дії новгородців були виголошені Москвою «зрадою православ'я».

## Московія готується до війни
Новгородський намісник Михайло Олелькович у березні 1471 року залишив Новгород та від'їхав на княжіння в Київ. Великий московський князь Іван III ухвалив рішення організовувати релігійний «хрестовий похід» на Новгород. За задумом Московії Руська православна церква мала змусити всіх князів надіслати свої війська на «святе діло». Планувалося підбурити до походу проти столиці мешканців новгородських п'ятин і передмість — в'ятчів, устюжан, псковитян. Було вирішене обложити Новгород з 3 сторін: зі сходу, півдня та заходу. Зі сторони московського князя проводилася широка антиновгородська пропаганда, розсилалися «розмітні грамоти». За словами петербурзького історика Руслана Скриннікова: 
«у очах московських книжників тільки монархічні порядки були природними й законними, тоді як вічева демократія видавалася диявольськими лестощами. Рішення Новгорода обстоювати свою незалежність будь-якою ціною вони спромоглися зобразити як змову бояр Борецьких, які найняли „шильників“ і котрі залучили на свою сторону чернь. Саме віче, під пером московського письменника, перетворилося на беззаконне кубло „злих смердів“ і „безіменних мужиків».

## Хід війни

### Початок походу
Шлях московського війська на Новгород проходив через міста Волок Ламський, Твер, Торжок, Вишній Волочек. Свою ставку московський князь Іван III поставив у Яжелбицях, коли у той час основні сили у приблизно 10 тисяч осіб на чолі з московськими воеводами Данилом Холмським і Федіром Пестрим, рушили в обхід Ільменського озера з півдня на Русу. Того року у Приільменській низовині була сильна посуха: все літо були відсутні дощі, тому болота висохли, що дозволяло військам великого московського князя безперешкодно просувати прямим шляхом.
Захопивши фортецю Дем'ян і місто Русу (згодом Руса була спалена московитами), загони під командуванням Холмського вийшли до озера Ільмень і зупинилися у Коростині чекати на союзне псковське військо. Новгородське віче переправило швидко сформовані загони Ільменським озером назустріч передовим загонам московського війська. У першім бою під Коростинью новгородське військо зазнало поразки.
20 червня 1471 року головне московське військо рушило з Москви назустріч союзникам через Твер, де до них приєднався тверський полк, та Торжок, - до південного берегу озера Ільмень.

### Шелонська битва
Головна частина новгородського війська — до 40 тисяч військових — рушило вгору річкою Шелонь назустріч псковському війську для перехоплення їхньої сполуки з московським. Піхота переплавилася судами озером Ільмень та річкою Шелонь, а кіннота рушила суходолом. Шлях від Новгорода до Шелоні на Псков йшов через сельця Стара Мельниця, Сутоки, Менюша до гирла річки Мшага. Після цього новгородці відправились вгору лівим берегом Шелоні й зайняли вигідну позицію біля сельця Мусци, тим самим перекрив дорогу між Псковом і Новгородом.
Проте московський воєвода Данило Холмський здогадався про плани новгородців. Він спішно перекинув свій кінний загін з Коростені до сельця Мусци й під прикриттям високого правого берега річки Шелоні 14 липня 1471 року раптово напав на новгородське військо. Незважаючи на те, що новгородське військо, як відмічають літописі, за чисельністю майже в 10 разів перевищувало сили Холмського, перемогу здобули московське і псковське військо. Також на стороні Московії в битві брало участь татарське касимовське військо на чолі з ханом Даніяром «зі своїми царевичами, князями й козаками». Втратив 40 осіб убитими, татари були відпущені. Московити полонили багато знатних новгородців, в тому числі посадників Дмитра Борецького і Козму Григоровича, бояр Василя Селезньова, Кипріяна Арзубова та інших. У захопленому таборі новгородців московити знайшли договірну грамоту Новгородської республіки з польським королем і великим литовським князем Казимиром IV. 
Після звістки про перемогу в Шелонській битві, великий московський князь Іван III прибув з Яжелбиців у Русу, де 24 липня 1471 року стратив 6 очільників боротьби Новгородської республіки проти Великого князівства Московського.

### Рештки опору
Поразка над Шелонью позбавило новгородців шансу на перемогу. Московське військо завдало поразки 12-тисячній новгородській судовій раті на чолі з Василем Шуйським Блідим, посланій для захисту заволоцьких володінь над Північною Двиною, з 4 тисячами московськими воїнами на чолі з московським воєводою Василем Образцом, посиленою загонами зрадників Новгородської держави з Устюга й В'ятки. Згодом, у 1489 року В'ятська вічова республіка була подібним чином, що й Новгородська вічова республіка, знищена тим самим Іваном III. 
Також 27 липня 1471 року на Заволоччі сталася Шиленьзька битва (над правою притокою Північної Двини), в якій московське військо після запеклого бою перемогло рать Двинської землі Новгородщини.

## Втрата Новгородщиною волі
11 серпня 1471 року в селі Коростинь був підписана капітуляція між великим московським князем Іваном III і Новгородською республікою, за якою Новгородщина втратила свою самостійність. За Коростинським миром Новгородська республіка, визнавала свою поразку й зобов'язалася розірвати відносини з Великим князівством Литовським і сплатити великому московському князю Івану III величезну данину в розмірі 15,5 тисяч рублів. За наказом московського царя були зриті оборонні споруди в новгородських фортецях Дем'ян і Руса. 
Після укладення договору мешканці Руси, що втекли від московських військ до Новгорода, по дорозі додому озером Ільмень потрапили в бурю, яка перекинула 90 учанів і 60 малих суден. За відомостями літописця, потонуло близько 7 тисяч осіб. 